# Equites stablesiani
Equites stablesiani — древнеримские конные воины, образовывавшие кавалерийскую единицу, называемую вексиляцией. Эта разновидность войск была создана между 260-ми и 290-ми годами н. э. в рамках реформы древнеримской кавалерии, начатой во время правления императора Галлиена (253—268). Наряду с equites stablesiani были созданы equites Dalmatae, equites Mauri и equites scutarii, также образовывавшие вексилляции.
Известно, что отряды equites stablesiani существовали между III и VI веками. Сохранились сведения примерно о 20 из них. В рукописи Notitia Dignitatum (400 — прим. 425) перечислено 15 отрядов equites stablesiani, размещённых по всей Римской империи — 8 на Западе, 7 — на Востоке. Также сохранились надписи о двух отрядах более раннего периода, включая надпись на шлеме Deurne (см. рис.). Кроме того, из названий и номеров древнеримских подразделений предполагается существование ещё как минимум двух отрядов equites stablesiani.
Возникновение единиц equites stablesiani и точная этимология их названия доподлинно не известны. Хоффман предполагает, что эти отряды были образованы из конюхов, сопровождавших при Галлиене другие виды кавалерии. Спейдель высказывал гипотезу, что equites stablesiani были образованы из stratores — солдатов из легионов и вспомогательных частей, которые служили губернаторам провинций как конюхи или телохранители. Позднее он изменил своё мнение, высказав новое предположение — название equites stablesiani изначально носили кавалерийские единицы, временно размещённые на северо-западе Италии при Галлиене и коммандуемые Авреолом, которого Спейдель называет stabulensis, управляющим имперскими конюшнями.
Принято считать, что equites stablesiani являлись частью comitatus, полевой армии, сопровождавшей императора, во время военного кризиса 260-х — 270-х годов. Позднее, то ли в период тетрархии (293—313), то ли уже во время правления Константина Великого (306—337), большинство единиц equites stablesiani были расквартированы в гарнизонах приграничных провинций. Также известно, что некоторые из этих отрядов непрерывно существовали вплоть до VI века.